# Торси
Торси (фр. Torcy) град је у Француској, у департману Сена и Марна.
По подацима из 1999. године број становника у месту је био 21.595.

## Демографија
| 1962. | 1968. | 1975. | 1982.  | 1990.  | 1999.  | 2011.  |
| ----- | ----- | ----- | ------ | ------ | ------ | ------ |
| 3.221 | 3.401 | 4.800 | 12.279 | 18.681 | 21.595 | 22.866 |

## Партнерски градови
- Лингенфелд